# Amselina
Amselina is een geslacht van vlinders van de familie dominomotten (Autostichidae), uit de onderfamilie Symmocinae.

## Soorten
- A. cedestiella (Zeller, 1868)
- A. effendi (Gozmany, 1963)
- A. emir (Gozmany, 1961)
- A. eremita (Gozmany, 1963)
- A. kasyi (Gozmany, 1961)
- A. minorita Gozmany, 1963
- A. olympi Gozmany, 1957
- A. virgo (Gozmany, 1959)
- A. wiltshirei (Gozmany, 1963)